# اجر (شهر)
اجر (به عربی: إجر) یک شهرستان الجزایر در الجزایر است که در استان تیزی وزو واقع شده‌است.